# Теория топосов
Теория топосов — раздел теории категорий, изучающий топосы — категории с определёнными дополнительными структурами, и математические (категорные) методы, связанные с топосами.
Развитие теории топосов началось со второй половины XX века. Её идеи нашли применение в различных частях современной математики, особенно в геометрии и математической логике.
Понятие топоса является категорным аналогом понятия множества в классической математике. Рассмотрим категорию множеств (Set), где в качестве объектов выступают множества, а в качестве морфизмов — отображения между множествами. Очевидно, что эта математическая конструкция действительно удовлетворяет аксиомам категории. Но очевидно, чтобы категорно рассматривать множества вместе со всеми их свойствами данной аксиоматизации совершенно недостаточно, определения категории слишком общи, чтобы отразить свойства множеств. Так, у каждого множества существуют элементы, а в категории множеств у объектов никаких элементов нет. Таким образом, для полноценной работы с категорией множеств, действительно отражающей понятие множества, необходимо определить дополнительные свойства, которым должна удовлетворять категория, чтобы быть похожей на множества.
Такая аксиоматизация была проведена американскими математиками Уильямом Ловером и Майлсом Тирни. Они определили категорные аналоги операций на множествах с помощью базовой категорной конструкции предела. Было замечено, что каждая базовая операция над множествами, создающая новое множество, основана на некотором универсальном свойстве, связанном с этим новым множеством по отношению к базовым. Оказывается, подобным способом можно категорно описать все возможные конструкции образования новых множеств из уже существующих. Как обобщение основных теоретико-множественных конструкций и самой теории множеств вводится элементарный топос — декартово замкнутая категория с классификатором подобъектов.

## Применение
Теория топосов была разработана в 70-х годах XX века, и сейчас её основное развитие идёт в направлении поиска приложений теории к различным областям человеческой деятельности. Так, построение аксиоматических теорий легко и элегантно описывается в теории топосов, и исследовательская работа связана с нахождением различных следствий такого описания в оригинальной аксиоматике.